# Alforque
Alforque (aragónul Alforc) település Spanyolországban,  Zaragoza tartományban. Alforque Cinco Olivas, Velilla de Ebro, La Zaida és Sástago községekkel határos. Lakosainak száma 61 fő (2024).

## Népesség
A település lakosságának változását az alábbi diagram mutatja:
| Lakosok száma | 85   | 83   | 77   | 87   | 86   | 70   | 57   | 68   | 64   | 61   |
|               | 2001 | 2004 | 2007 | 2009 | 2012 | 2014 | 2017 | 2019 | 2022 | 2024 |